# Jason Kenny
Jason Kenny   (Bolton, 23 de març de 1988) és un ciclista britànic especialista en pista. Sis cops campió olímpic, també s'ha proclamat Campió del món en Velocitat i en Keirin i de set medalles d'or olímpiques.
El 2013 va ser condecorat amb l'Orde de l'Imperi Britànic.
El 2016 es va casar amb la també ciclista Laura Trott.

## Palmarès
- 2005
  -  Campió del Regne Unit de velocitat per equips (amb Matthew Crampton i Joshua Hargreaves)
- 2006
  -  Campió del món júnior en Velocitat
  -  Campió del món júnior en Keirin
  -  Campió del món júnior en Velocitat per equips (amb Christian Lyte i David Daniell)
  -  Campió d'Europa júnior en Velocitat
  -  Campió d'Europa júnior en Velocitat per equips (amb David Daniell i Christian Lyte)
  -  Campió d'Europa júnior en Keirin
- 2008
  -  Medalla d'or als Jocs Olímpics de Pequín en Velocitat per equips (amb Chris Hoy i Jamie Staff)
  -  Medalla de plata als Jocs Olímpics de Pequín en Velocitat individual
- 2009
  -  Campió del Regne Unit de velocitat per equips
- 2010
  -  Campió d'Europa de Keirin
  -  Campió del Regne Unit de velocitat
  -  Campió del Regne Unit de velocitat per equips (amb Ross Edgar, Matthew Crampton i Chris Hoy)
- 2011
  -  Campió del món velocitat
  -  Campió del Regne Unit de velocitat per equips (amb Jason Queally i Chris Hoy)
- 2012
  -  Medalla d'or als Jocs Olímpics de Londres en Velocitat individual
  -  Medalla d'or als Jocs Olímpics de Londres en Velocitat per equips (amb Chris Hoy i Philip Hindes)
- 2013
  -  Campió del món de keirin
  -  Campió del Regne Unit de keirin
  -  Campió del Regne Unit de velocitat
  -  Campió del Regne Unit de velocitat per equips (amb Matthew Crampton i Kian Emadi)
- 2014
  -  Campió del Regne Unit en Velocitat per equips (amb Philip Hindes i Callum Skinner)
- 2015
  -  Campió del Regne Unit en Quilòmetrte
  -  Campió del Regne Unit en Velocitat per equips (amb Philip Hindes i Matthew Crampton)
- 2016
  -  Medalla d'or als Jocs Olímpics de Rio de Janeiro en Velocitat individual
  -  Medalla d'or als Jocs Olímpics de Rio de Janeiro en Keirin
  -  Medalla d'or als Jocs Olímpics de Rio de Janeiro en Velocitat per equips (amb Callum Skinner i Philip Hindes)
  -  Campió del món velocitat
- 2020
  -  Medalla d'or als Jocs Olímpics de Tòquio en Keirin

### Resultats a laCopa del Món
- 2006-2007
  - 1r a Moscou, en Velocitat per equips
- 2008-2009
  - 1r a Manchester, en Velocitat
  - 1r a Copenhaguen i Manchester, en Velocitat per equips
- 2010-2011
  - 1r a Melbourne, en Velocitat per equips
- 2014-2015
  - 1r a Guadalajara, en Velocitat per equips
- 2015-2016
  - 1r a Hong Kong, en Velocitat per equips
- 2018-2019
  - 1er a Milton, en keirin